# 瞭望台 (烏蘭縣)
瞭望台，位于中国青海省乌兰县委院后，为青海省市县级文物保护单位，公布日期为1988年6月8日，类型为古遗址。
瞭望台的历史年代为待定。